# Seria 209 ČD
S 458.0 – lokomotywa elektryczna przebudowana w kwietniu 1990 roku dla kolei czechosłowackich z elektrowozu Řada 210. Elektrowóz wyprodukowano do prowadzenia pociągów pasażerskich oraz towarowych kursujących po zelektryfikowanych liniach kolejowych. Po rozpadzie Czechosłowacji eksploatowana była przez koleje czeskie oznakowana jako Řada 209. Lokomotywa była eksploatowana do 2006 roku.